# Antonio Matteucci
Antonio Matteucci (* 15. März 1802 in Fermo; † 9. Juli 1866 in Rom) war Kurienkardinal der römisch-katholischen Kirche.

## Leben
Matteucci, mütterlicherseits ein Neffe von Kardinal Cesare Brancadoro, wurde 1820 Kanonikus des Petersdoms. Papst Pius VIII. verlieh ihm im April 1829 den Titel eines Päpstlichen Hausprälaten. Von 1833 bis 1846 war er Prälat der Konzilskongregation. Nach Amtsantritt des neuen Papstes Pius IX. 1846 sprach sich Matteucci ebenso wie dieser für die Bildung eines Staatsrates aus, der zwar von einem Priester geleitet, dessen Abgeordnete aber aus Laien bestehen sollten.
Nachdem am 17. Februar 1852 der Patriot Girolamo Simoncelli in Senigallia zum Tode verurteilt worden war, richtete unter anderem der dortige Bischof Domenico Lucciardi ein Gnadengesuch an Pius IX. Matteucci, der dem Papst zuvor Bericht über den Prozess erstattet hatte, ordnete im August desselben Jahres jedoch in päpstlichem Auftrag Simoncellis Hinrichtung an, die dann am 2. Oktober 1852 vollstreckt wurde. Am 15. April 1853 ernannte ihn Pius IX. zum Vize-Camerlengo der Römischen Kirche, was er bis 1865 blieb.
Unter Zeitgenossen umstritten war Matteuccis Verhältnis zu Frauen. So hatte er eine Geliebte, die allgemein als Nina Matteucci bekannt war. Trotz dieser Umstände nahm ihn Pius IX. am 22. Juni 1866 ins Kardinalskollegium auf, nachdem er ihn im Vorjahr zum Rücktritt von seinem Amt als Vize-Camerlengo bewegt hatte. Antonio Matteucci starb zwei Wochen nach dem Konsistorium, bevor er seine Titeldiakonie San Giorgio in Velabro in Besitz nehmen konnte. Aufgrund seines plötzlichen Todes entstanden Gerüchte über eine potenzielle Vergiftung des Kardinals.